# استفکو ولیچکوف
استفکو ولیچکوف (بلغاری: Cтeфко Кoнстaнтинoв Вeличкoв؛ زادهٔ ۱۵ اوت ۱۹۴۹) بازیکن و مربی فوتبال اهل بلغارستان بود.
از باشگاه‌هایی که در آن بازی کرده‌است می‌توان به باشگاه فوتبال زسکا صوفیه اشاره کرد.
وی همچنین در تیم ملی فوتبال بلغارستان بازی کرده‌است.